# Жезл греческой работы
Жезл греческой работы Алексея Михайловича — самый ценный царский посох из подобных сокровищ, хранящихся в собрании Оружейной палаты Московского кремля.
Посохи или жезлы были неотъемлемым атрибутом монаршего наряда ещё со времен Ивана III. Посохи использовались своими владельцами главным образом в повседневной жизни, также и при торжественных церемониях — в отличие от скипетра, который был сугубо парадным, тронным украшением.
Самый драгоценный жезл был изготовлен лучшими мастерами Царьграда в 1658 году и доставлен царю Алексею Михайловичу греком Иваном Анастасовым в 1662 году.

## Описание
Жезл обильно украшен разноцветными эмалями (однако преобладает зелёный цвет). Жезл может развинчиваться. Он состоит из трости, шестигранного наконечника и навершия. Трость раскладная, она состоит из пяти частей. Наконечник отделяется от трости и навершия двумя золотыми яблоками полукруглой формы. На навершии жезл имеет лилию с маленьким крестиком наверху. Навершие жезла золотое, а трость и наконечник сделаны из серебра. По описанию вещей казны 1696 года значится:
Жезл золот с розными финифты, греческой, с алмазы и с изумруды, и с искры яхонтовыми червчатыми. Наверху крест золот с алмазы. У него три зерна гурмицких, да три изумруда, на спнях; одного изумруда нет. Ниже креста два изумруда на спнях. В нем пяти камней нет.
В целом это первоклассное произведение греко-османского ювелирного дела украшают 178 алмазов, 259 изумрудов, 3 больших жемчужины и 369 розовых турмалина (яхонта червчатого).